# Marco Laganà
Marco Laganà (Melito di Porto Salvo, 5 gennaio 1993) è un cestista italiano, di ruolo playmaker.

## Carriera

### Club
Figlio dell'ex cestista Lucio Laganà, ha esordito in Serie A il 23 gennaio 2011 contro la Pepsi Caserta. Nella stagione 2011-12 ha disputato 13 partite in massima serie,dopo aver disputato grandi partite nelle stagioni 2012-13 e 2013-14 subisce un grave infortunio al ginocchio che limita le grandi doti del giovane playmaker per due anni; decide di seguire l'esempio del fratello maggiore Luca tornando a casa, Reggio Calabria, infatti il 18 gennaio 2017 la Viola Reggio Calabria annuncia la firma di Laganà dopo tre anni a Cantù.
Dopo l'infelice esperienza reggina decide nello stesso anno (2017) di tornare in serie A con la neopromossa Brescia.
Nel luglio 2017 firma un biennale con La squadra di Serie A2 Latina. Il 27 febbraio 2018 si trasferisce fino a fine stagione alla neo-promossa 
Nell’estate 2022 firma con la pallacanestro firenze.
In seguito al fallimento della Pallacanestro Firenze, approda a Montecatini insieme a Marco di Pizzo, dove insieme agli altri compagni di squadra conquistano la serie B d'eccellenza.

### Nazionale
Nel 2009 ha disputato gli Europei di categoria con l'Italia under 16; nel 2012 e nel 2013 gli Europei Under-20, questi ultimi vinti da capitano.

## Statistiche

### Club
| Stagione        | Squadra         | Competizione    | Partite | Partite | Partite | Statistiche tiro | Statistiche tiro | Statistiche tiro | Altre statistiche | Altre statistiche | Altre statistiche | Altre statistiche | Altre statistiche |
| Stagione        | Squadra         | Competizione    | Pres.   | Titol.  | Minuti  | Tiri da 2        | Tiri da 3        | Liberi           | Rimb.             | Assist            | Rubate            | Stopp.            | Punti             |
| --------------- | --------------- | --------------- | ------- | ------- | ------- | ---------------- | ---------------- | ---------------- | ----------------- | ----------------- | ----------------- | ----------------- | ----------------- |
| 2010-2011       | Pall.Biella     | Serie A         | 1       | 0       | 3       | 0/0              | 0/0              | 0/0              | 0                 | 0                 | 0                 | 0                 | 0                 |
| 2011-2012       | Pall.Biella     | Serie A         | 13      | 3       | 84      | 3/10             | 3/11             | 4/6              | 13                | 6                 | 2                 | 0                 | 19                |
| 2012-2013       | Pall.Biella     | Serie A         | 24      | 5       | 313     | 27/63            | 10/32            | 15/24            | 54                | 14                | 17                | 1                 | 99                |
| 2013-2014       | Pall.Biella     | DNA Gold        | 23      | 22      | 532     | 63/138           | 15/64            | 71/97            | 81                | 65                | 21                | 2                 | 242               |
| 2014-2015       | Pall.Cantù      | Serie A         | 14      | 2       | 96      | 3/10             | 3/9              | 0/1              | 13                | 6                 | 1                 | 0                 | 15                |
| 2015-2016       | Pall.Cantù      | Serie A         | 5       | 0       | 33      | 1/3              | 1/3              | 11/14            | 6                 | 2                 | 1                 | 1                 | 16                |
| 2016-2017       | Pall.Cantù      | Serie A         | 1       | 0       | 7       | 0/2              | 0/2              | 0/0              | 1                 | 0                 | 0                 | 0                 | 0                 |
| Totale carriera | Totale carriera | Totale carriera | 81      | 32      | 1100    | 97/226           | 32/121           | 101/142          | 168               | 93                | 42                | 4                 | 391               |

## Palmarès

### Club

#### Nazionale
- Europei Under-20: 1

 Estonia 2013